# Cascade du Rudlin
Pour les articles homonymes, voir Rudlin (homonymie).
La cascade du Rudlin est une chute d'eau située dans le massif des Vosges, sur le territoire de la commune de Plainfaing.

## Géographie
La cascade du Rudlin est située à 100 mètres au-dessus du fond de la vallée, au sud-est du hameau du Rudlin et de l'étang des Dames.

## Protection
La cascade est un site naturel classé depuis 1910.